# نيكولا ريتشاردز
نيكولا فاي ريتشاردز (ولدت في 19 ديسمبر 1994) هي سياسية بريطانية. شغلت منصب عضو البرلمان عن دائرة West Bromwich East من عام 2019 حتى عام 2024 وهي من أعضاء حزب المحافظين. كانت ريتشاردز تعمل مستشارة قبل دخولها البرلمان. ألغيت دائرتها الانتخابية في الانتخابات العامة لعام 2024.

## الحياة الشخصية
تزوجت ريتشاردز من "جون سميث" في كنيسة، في ديسمبر 2022  وهي أحد أمناء مؤسسة ألبيون، الذراع الخيرية لنادي كرة القدم. 